# Bill Blass
 (mars 2012).
Si vous disposez d'ouvrages ou d'articles de référence ou si vous connaissez des sites web de qualité traitant du thème abordé ici, merci de compléter l'article en donnant les références utiles à sa vérifiabilité et en les liant à la section « Notes et références ».
Pour les articles homonymes, voir Blass.
William Ralph « Bill » Blass, né le 22 juin 1922 et mort le 12 juin 2002  à Fort Wayne, dans l'Indiana, est un créateur de mode américain. Il est connu pour ses adaptations et ses combinaisons innovantes de textures et de motifs. Il a reçu de nombreuses récompenses de la mode : sept prix Coty et le Fashion Institute of Technology Award du Lifetime Achievement du FIT en 1999.

## Biographie

### Origines
Bill Blass, né William Ralph Blass en 1922, est le seul fils de Ralph Aldrich Blass, un vendeur de matériels de voyage qui s'est suicidé alors que son fils avait cinq ans, et de Ethyl Pâques Keyser (morte en 1952), une couturière. Il a une sœur aînée, Virginia Mae, née en 1920.
Il grandit dans la même rue que le créateur de mode Ken Scott.

### Débuts
Dans son autobiographie, Bill Blass écrit que les marges de ses cahiers d'école étaient emplies de croquis d'inspiration d'Hollywood au lieu de notes. À quinze ans, il a commencé à coudre, puis à vendre des robes de soirée pour 25 $ à un fabricant de New York. À dix-sept ans, il avait économisé assez d'argent pour faire ses études à Manhattan. Il a immédiatement excellé dans ses études de mode et à dix-huit ans était le premier homme à gagner Mademoiselle Design's award. Chaque semaine il dépensait son salaire en vêtements et chaussures.
En 1942, Blass s'est enrôlé dans l'armée. Il a été affecté dans le 603e bataillon de camouflage (Ghost Army) avec un groupe d'écrivains, artistes, ingénieurs du son, techniciens de théâtre et d'autres professionnels de la création. Leur mission était de faire croire à l'armée allemande que les Alliés étaient placés dans de faux endroits. Ils ont fait cela en utilisant des enregistrements, des mannequins et d'autres matériaux.
Bill Blass a commencé sa carrière de mode à New York en 1946. Il travaille d'abord pour le couturier David Crystal, opère un bref passage dans l'armée, travaille pour l'entreprise Varden, puis devient troisième couturier chez Anna Miller. Quand Miller prend sa retraite, la société passe entre les mains de Maurice Rentner. Blass devient l'associé de Rentner, puis rachète ses parts en 1970 et rebaptise la société Bill Blass limited.
À partir de 1967, il commence à créer des habits pour hommes.

### Succès
Les années 1970 sont le point culminant de sa notoriété. Lors des trente années qui ont suivi, il a élargi sa ligne pour inclure maillots de bain, fourrures, bagages, parfums, et la création de chocolats. Son groupe possède les marques Maurice Rentner (manteaux), Bond Street (imperméables), Kayser Roth (brassières), Cole (maillots de bain), Glen tex (écharpes), Hamilton (montres), et Wings (bagages). Il refuse cependant de décliner sa marque pour des cigarettes, des pneus de voiture, des appareils dentaires ou des meubles de cuisine. En 1976, il a créé des vêtements avec Emilio Pucci, Hubert de Givenchy et Cartier.

En septembre 1980, le designer présente ses créations lors du premier défilé de mode organisé par la Phillips Collection. Son entreprise enregistre alors un chiffre d'affaires annuel de 200 millions de dollars. En 1989, il cesse la production de vêtements de fourrure d'origine animale. 

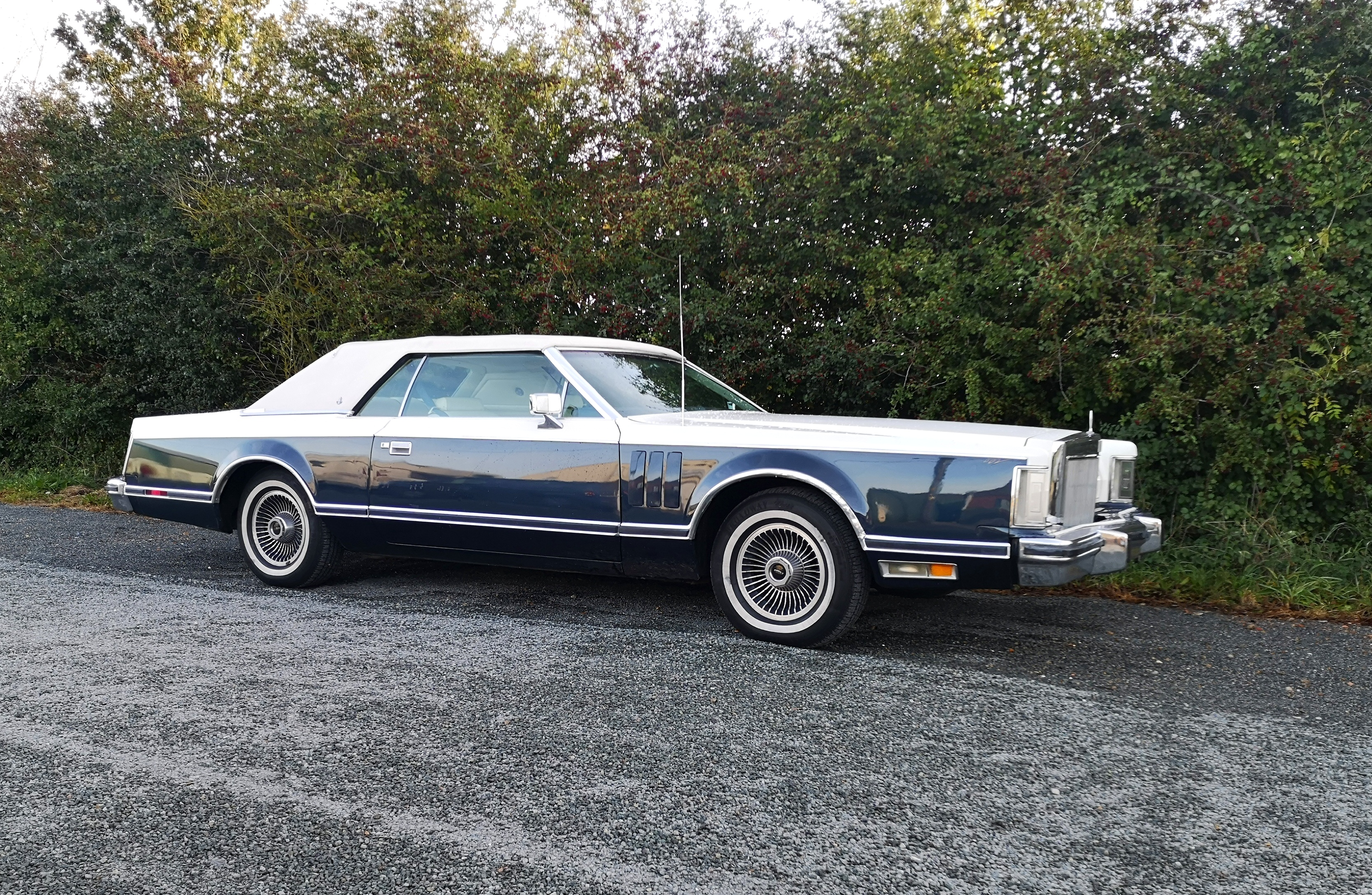
1979 Lincoln Mark V Bill Blass Edition.

À partir de 1976, et jusqu'en 1992, Bill Blass prête ses talents à la Ford Motor Company pour une édition exclusive de leur marque de voiture Continental Mark. Après 1983, l'édition Blass est devenue tout simplement une couleur unique et quelques fonctionnalités qui étaient sur le modèle standard.

### Retraite et décès
En 1998, son entreprise réalisait 700 millions de dollars de chiffre d'affaires annuel. En 1999, Bill Blass vend Limited pour 50 millions de dollars à Michael Groveman et se retire dans sa maison à New Preston dans Connecticut. Les médecins lui diagnostiquent un cancer de la langue en 2000. Peu de temps après, il commence à écrire ses mémoires, Bare Blass, qu'il achève six jours avant sa mort. Son cancer se transforme plus tard en cancer de la gorge, entraînant sa mort en 2002. Il est mort dix jours avant son 80e anniversaire.
Blass était collectionneur d'art et était un fin connaisseur des antiquités. Dans son testament, il a légué la moitié de sa fortune, composée de 52 millions de dollars en immobilier et en importantes sculptures antiques, au Metropolitan Museum of Art,.

## Style
Bill BLass se met très tôt à la conception d'habits. Sa première semaine à l'armée, il fait modifier son uniforme militaire pour améliorer sa coupe. Il affirme cependant n'avoir été à l'aise avec son métier de créateur de mode qu'à partir des années 1960, ce métier n'ayant avant cela pas le même prestige. Il était le protégé, comme Oscar de la Renta ou Calvin Klein plus tard, du baron français Nicolas Louis Alexandre de Gunzburg (rédacteur à Vogue et Harper's Bazaar).
Les créations de Bill Blass sont connues pour être confortables à porter, soignées et précises jusque dans les détails, une découpe qui donne aux femmes des allures de petite fille. Son style mélange les robes de jour et de soirée. Dès 1970, il identifie la tendance à venir chez les hommes du casual wear sur le lieu de travail.

## Publications
- Manger dans le Cookbook de Manhattan : une collection de recettes gourmandes à partir de grands restaurants de Manhattan, avec Joan G. Hauser (1983).
- Bare Blass, édité par Cathy Horyn (2002).